# Arrondissement d'Hazebrouck
L'arrondissement d'Hazebrouck est une ancienne subdivision administrative française du département du Nord.  

## Géographie
Les limites de l'arrondissement d'Hazebrouck sont au Nord et au Nord-Ouest, l'arrondissement de Dunkerque ; au Sud-Ouest, le département du Pas-de-Calais ; au Sud-Est, l'arrondissement de Lille ; et au Nord-Est la Belgique. 
La rivière de la Lys le sépare du département du Pas-de-Calais. 
Plusieurs canaux parcourent l'arrondissement : canal de Neufossé, canal de la Bourre (Bourre), canal de Nieppe, d'Hazebrouck, de Préavin, de la Lawe. Ce réseau est complété par des becques (canaux de drainage à l'origine) navigables de commune à  commune, ainsi que par quelques voies d'eau non navigables telles que la Peene Becque.

## Histoire
L'arrondissement d'Hazebrouck ou 2e arrondissement communal provient des réformes de l'administration du pays voulues par la Révolution française :  Constitution française du 3 septembre 1791 (entre autres, création des districts dont le district d'Hazebrouck, cantons,...) Constitution du 5 fructidor an III (création des municipalités de canton,..).
Il succède au district d'Hazebrouck.
L'arrondissement ou sous-préfecture d'Hazebrouck a été créé par la loi du 28 pluviôse an VIII (17 février 1800), en remplacement des districts créés lors de la départementalisation du territoire et supprimés par la Constitution du 5 fructidor an III (22 août 1795).
L'arrondissement d'Hazebrouck a été formé de la moitié de l'ancienne Flandre maritime, comprenant les châtellenies de
Cassel et de Bailleul. Et depuis le concordat de 1802, cet arrondissement faisait partie du diocèse de Cambrai.
Vers 1803, sa population était de 106 241 individus et le collège électoral était composé de 200 membres.
La sous-préfecture d'Hazebrouck, dont l'hôtel a été construit par Carlos Batteur, est supprimée par décret du 10 septembre 1926. Ses cantons furent rattachés à l'arrondissement de Dunkerque.

### Langue
La langue parlée par les habitants de l'arrondissement d'Hazebrouck, et principalement par la classe ouvrière et agricole, était la langue flamande. Il résulte d'un travail statistique établi en 1857, que sur cinquante-trois communes dont se composait l'arrondissement, trente et une parlaient exclusivement flamand ; huit exclusivement français ; onze flamand et français, le flamand dominant ; et trois français et flamand, le français dominant,.
En 1802-1803, on ne parle français que dans les communes d'Estaires, La Gorgue, Merville, Neuf-Berquin, Haverskerque et Steenweerck, ailleurs on parle flamand.

## Composition
Il comprenait 53 communes divisées en 7 cantons : Bailleul (canton de Bailleul Nord-Est et canton de Bailleul Sud-Ouest), canton de Cassel Hazebrouck (canton d'Hazebrouck-Nord et canton d'Hazebrouck-Sud), canton de Merville et canton de Steenvoorde,. Chacun des chefs-lieux de canton est le siège de la justice de paix.
En 1802, l'arrondissement comprend plusieurs places fortifiées : Watten, Hazebrouck, Bailleul, Cassel, Merville, Estaires, La Gorgue et un bourg Steenvoorde mais officiellement ne compte pas de ville (le chef-lieu Hazebrouck est dit place fortifiée).
En même temps que sous-préfecture, Hazebrouck est le siège du tribunal de première instance

## Conseil d'arrondissement
Siège au côté du sous-préfet un conseil d'arrondissement de onze membres, choisis parmi les notables de l'arrondissement. Le conseil délibère sur des questions d'importance secondaire.

## Sous-préfets
Constant Philippe Watelet de Messange, colonel de la Garde nationale de l'arrondissement, maire de Nieppe, mort en 1837, a assuré par intérim la fonction de sous-préfet, à une date non citée, probablement dans les premières années de l'arrondissement.
- ? -Thermidor an 10 (juillet 1802) : Van Kempen, (Grégoire Van Kempen?) appelé à d'autres fonctions.

- Juillet 1802- 1811 : Philippe Dequeux De Saint-Hilaire
- 1811-1819 : De Ghesquière
- 1819-1823 : Philippe Dequeux De Saint-Hilaire
- 1823-1830 : Saullay de Laistre
- 1830-1843 : Philippe Dequeux De Saint-Hilaire
- 1843-1846 puis 1848-1851 : Augustin Gourdin (maire de Dunkerque 1838-1843, conseiller général Dunkerque 1841-1843, sous-préfet de l'arrondissement de Saint-Pol (Saint-Pol-sur-Ternoise) 1846-1848)[9].

- 1858-1860 : Félix Le Sergeant de Monnecove